# 長野県道356号角間中野線
長野県道356号角間中野線（ながのけんどう356ごう かくまなかのせん）は、長野県下高井郡山ノ内町と中野市を結ぶ一般県道。

## 概要

### 路線データ
- 起点：下高井郡山ノ内町大字佐野字角間
- 終点：中野市大字中野（国道403号・長野県道355号壁田松崎線交点）

## 通過する自治体
- 下高井郡山ノ内町
- 中野市

## 接続・交差する道路
- 山ノ内町佐野付近
  - 長野県道342号宮村湯田中停車場線
- 中野市大字中野付近（終点）
  - 国道403号・長野県道355号壁田松崎線

起点付近で国道292号上林〜夜間瀬バイパス（オリンピック道路）と並走し、山ノ内町戸狩付近の箱山跨道橋で同バイパスを超えるが、どちらでも直接接続していない。

## 周辺
- 角間温泉
- 山ノ内町立南小学校
- 佐野遺跡